# Transformări elementare ale matricilor
În matematică, o matrice elementară este o matrice care prin înmulțirea la stânga cu o matrice oarecare se efectuează operații elementare asupra liniilor, iar prin înmulțirea la dreapta se realizează operații elementare asupra coloanelor. Aceste operații elementare sunt:
- schimbarea a două (linii/coloane) între ele;
- înmulțirea tuturor elementelor unei (linii/coloane) cu un scalar;
- adunarea la toate elementelor unei (linii/coloane) a elementelor altei (linii/coloane) înmulțite cu un scalar.

Aceste operații elementare sunt întâlnite la dezvoltarea unui determinant după elementele unei linii sau coloane transformate în prealabil pentru a conține cât mai multe nule sau la aducerea în forma LU necesară pentru eliminarea gaussiană. 
În continuare, se consideră matrici cu elemente într-un corp. Vom numi „rând” al unui matrici, o linie sau coloană a acelei matrici, dar de aceeași natură (linie sau coloană) în cadrul aceleiași operații.
Există următoarele tipuri de matrici elementare:
- Matricea unitate = matricea identitate
- Matricea nulă
- Matricea de transpoziție
- Matricea de înmulțire
- Matricea de adunare

### Matricea identitate
Matricea unitate (sau matricea identitate) de dimensiune n este o matrice pătrată având toate elementele de pe diagonala principală egale cu 1, iar restul elementelor egale cu 0. Se notează cu: In, (sau mai simplu cu I dacă nu există confuzii privind dimensiunea).
{\displaystyle I_{1}={\begin{bmatrix}1\end{bmatrix}},\ I_{2}={\begin{bmatrix}1&0\\0&1\end{bmatrix}},\ I_{3}={\begin{bmatrix}1&0&0\\0&1&0\\0&0&1\end{bmatrix}},\ \cdots ,\ I_{n}={\begin{bmatrix}1&0&\cdots &0\\0&1&\cdots &0\\\vdots &\vdots &\ddots &\vdots \\0&0&\cdots &1\end{bmatrix}}}
Se mai notează:
{\displaystyle I_{n}=\mathrm {diag} (1,1,...,1).\,}
sau:
{\displaystyle (I_{n})_{ij}=\delta _{ij}.\,}
unde {\displaystyle \delta _{ij}} este simbolul lui Kronecker: 1 dacă i=j, 0 altfel.
Cea mai importantă proprietate a acestei matrici este de a fi element neutru la înmulțirea matricilor:
{\displaystyle I_{m}.A=A.I_{n}=A.\,}

### Matricea nulă
Matricea nulă (sau matricea zero) de dimensiune m × n având toate elementele egale cu zero. Cea mai importantă proprietate este că este element neutru la adunarea matricilor.
{\displaystyle 0_{m,n}={\begin{bmatrix}0&0&\cdots &0\\0&0&\cdots &0\\\vdots &\vdots &\ddots &\vdots \\0&0&\cdots &0\end{bmatrix}}_{m\times n}}

### Matricea de transpoziție
În această matrice, Tij, sunt schimbate toate elementele unui rând i cu elementele corespondente ale rândului j. Elementele acestei matrici sunt obținute prin schimbarea liniei i cu linia j în matricea unitate; schimbând coloana i cu coloana j, se obține același rezultat: 
{\displaystyle T_{i,j}={\begin{bmatrix}1&&&&&&&\\&\ddots &&&&&&\\&&0&&1&&\\&&&\ddots &&&&\\&&1&&0&&\\&&&&&&\ddots &\\&&&&&&&1\end{bmatrix}}\quad }

#### Proprietăți
- Inversa acestei matrici este ea însăși: Tij−1=Tij;
- Determinantul acestei matrici este egal cu -1;
- Produsul matricilor: Tij.A este matricea obținută din A schimbând între ele liniile i și j, celelalte elemente rămânând neschimbate;
- Produsul matricilor: A.Tij este matricea obținută din A schimbând între ele coloanele i și j, celelalte elemente rămânând neschimbate.

### Matricea de înmulțire
Această matrice, Ti(k), înmulțește toate elementele unui rând i cu scalarul k. Matricea care rezultă din această transformare este obținută prin înlocuirea elementului de pe poziția i,i al matricii unitate:
{\displaystyle T_{i}(k)={\begin{bmatrix}1&&&&&&\\&\ddots &&&&&\\&&1&&&&\\&&&k&&&\\&&&&1&&\\&&&&&\ddots &\\&&&&&&1\end{bmatrix}}\quad }

#### Proprietăți
- Inversa acestei matrici este: Ti(k)−1 = Ti(1/k).
- det[Ti(k)] = k.
- Produsul matricilor: Ti(k).A este matricea obținută din A înmulțind elementele liniei i cu scalarul k, celelalte elemente rămânând neschimbate;
- Produsul matricilor: A.Ti(k) este matricea obținută din A înmulțind elementele coloanei i cu scalarul k, celelalte elemente rămânând neschimbate.

### Matricea de adunare
{\displaystyle T_{i,j}(k)={\begin{bmatrix}1&&&&&&&\\&\ddots &&&&&&\\&&1&&&&&\\&&&\ddots &&&&\\&&k&&1&&\\&&&&&&\ddots &\\&&&&&&&1\end{bmatrix}}}

#### Proprietăți
- Inversa acestei matrici: Tij(k)−1 = Tij(−k) .
- det[Tij(k)] = 1.
- Produsul matricilor: Tij(k).A este matricea obținută din A adunând la elementele liniei i pe cele ale liniei j înmulțite cu scalarul k, celelalte elemente rămânând neschimbate;
- Produsul matricilor: A.Tij(k) este matricea obținută din A adunând la elementele coloanei j pe cele ale coloanei i înmulțite cu scalarul k, celelalte elemente rămânând neschimbate.

## Aplicații
Matricile de transformare elementară sunt utilizate în special în algoritmii de rezolvare a sistemelor de ecuații liniare și în algoritmii de inversare a matricilor.